# Асоціація гайдів України

Асоціація Гайдів України (англ. Association of Ukrainian Guides) є всеукраїнською дитячою скаутською громадською організацією, мету якої становить сприяння розвитку та формуванню соціально-зрілої жіночої особистості в її власних інтересах та в інтересах держави. АГУ було зареєстровано в Україні у 1996 році, а у 1999 році АГУ стала асоціативним членом Всесвітньої асоціації дівчат-гайдів та дівчат-скаутів (WAGGGS). У 2020 році АГУ набуває повноправного членства WAGGGS.

## Історія створення
На початку 90-х років, коли все світове суспільство вже чітко уявляло собі неможливість подальшого існування Радянського Союзу, у Лондоні відбулося засідання Світового комітету Всесвітньої Асоціації Дівчат Гайдів та Дівчат Скаутів. Саме на цьому засіданні було прийнято рішення щодо початку розвитку гайдівського руху на території припиняючого своє існування Радянського Союзу. А для того, щоб нещодавно створеним незалежним державам не було дуже важко — вирішили за кожною республікою для моральної та матеріальної підтримки «закріпити» окрему країну, в якій Гайдинг розвивається з початку століття.
Так, наприклад, Росії дісталась Англія, Білорусі — Кіпр, а Україні випала Норвегія. І вже восени 1992 року представниця Норвезької Асоціації Скаутів та Гайдів Бьорг Вальстад і координатор програм у Центральній та Східній Європі Роузі Дан вперше відвідали Україну. Цей візит став початком зародження та розвитку Гайдівського руху в Україні.
У жовтні 1994 року у Києві відбувся перший всеукраїнський тренінг для лідерів Гайдівського руху, підсумком якого стало заснування робочого комітету. Його метою була розробка програмних документів, пошук та підготовка лідерів, поширення Гайдингу.
Завдяки плідній роботі комітету вже у листопаді 1995 року відбулася Установча конференція Асоціації Гайдів України (АГУ), в якій взяли участь представниці 13 областей України, а також гості з Норвегії та Великої Британії. На Конференції був прийнятий і затверджений Статут АГУ та обрані установчі органи. У листопаді 1996 року організація була офіційно зареєстрована у Міністерстві юстиції України.

## Скаутський рух для дівчат
Історія скаутингу та гайдингу починається у першому десятиріччі XX століття у Великій Британії. Засновником скаутського руху є відомий англійський суспільний діяч, полковник Роберт Бейден-Поуелл. 
Іноді говорять, що Скаутинг та Гайдинг з’явилися на світ 22 лютого 1857 року разом із немовлятком Робертом, який пізніше став лордом Бейденом-Поуеллом Гілвельським, всесвітньо відомим за ініціалами Бі-Пі. 
Унікальний метод Гайдингу (як і метод Скаутингу) поєднує в собі різні освітні інструменти для досягнення освітньої мети Гайдівського Руху: сприяти розвитку гармонійної особистості та реалізації всього потенціалу кожної дівчини та жінки. Саме в освітніх програмах ці інструменти застосовуються найширше: 
1. Відданість Обіцянці та Законам
2. Патрульна система (робота в малих групах)
3. Навчання через практику
4. Прогресивний саморозвиток
5. Використання символіки
6. Активна співпраця між молоддю та дорослими
7. Заняття на природі
8. Служіння суспільству